# Andy Rourke
Andy Rourke (nacido Andrew Michael Rourke; Mánchester, Inglaterra; 17 de enero de 1964-19 de mayo de 2023) fue un bajista británico, conocido por ser un miembro fundador de The Smiths.

## Carrera
Antes de unirse a The Smiths, Rourke tocaba la guitarra y el bajo en diversas bandas de rock, así como en la banda funk de corta vida "Freak Party", a menudo con su amigo de la escuela John Maher (el futuro Johnny Marr). 
Cuando Marr y Morrissey formaron The Smiths, Rourke se unió a la banda después de su segundo concierto, y se mantuvo en la banda durante casi toda su existencia. Marr afirmó que la contribución de Rourke al LP "The Queen Is Dead"  "fue algo que ningún otro bajista podría igualar". Rourke se despidió brevemente de The Smiths debido al uso de drogas, dando lugar a una pena de prisión por un fin de semana, que fue anunciada en las noticias de la televisión. El breve despido de Rourke supuestamente llegó en forma de una nota dejada por Morrissey en el limpiaparabrisas de su coche, "Andy, has dejado The Smiths. Buena suerte y adiós, Morrissey". Morrissey, sin embargo, lo negó.
En mayo de 1986, Rourke se reincorporó a The Smiths, justo antes del lanzamiento de "The Queen is Dead". Inmediatamente después de la disolución de la banda, Rourke y el baterista Mike Joyce tocaron con Sinéad O'Connor - Rourke (pero no Joyce) aparece en el álbum "I Do Not Want What I Haven't Got". También, junto con Craig Gannon, tocó la sección rítmica en dos sencillos del excantante de The Smiths Morrissey: "Interesting Drug" y "The Last of the Famous International Playboys". Rourke también compuso la música de las canciones de Morrissey "Yes, I Am Blind", "Girl Least Likely To" y "Get Off the Stage". Rourke también tocó el bajo en "November Spawned a Monster" y "Piccadilly Palare".[cita requerida]
Rourke también tocó y grabó con The Pretenders en algunas de las pistas del álbum "Last of the Independents" (1994); así como con Killing Joke, Badly Drawn Boy, Aziz Ibrahim (exintegrante de los Stone Roses), y junto al exguitarrista de Oasis Paul "Bonehead" Athus como Moondog One, que también incluyó a Mike Joyce y Craig Gannon. 
Rourke fue originalmente involucrado, junto con Mike Joyce, en una acción legal contra Morrissey y Marr, en una disputa sobre derechos de autor (véase The Smiths para más detalles). Sin embargo, mientras que Joyce continuó con la acción, Rourke optó por un arreglo extrajudicial por £80.000 y posteriormente se declaró en quiebra.
Rourke formó una compañía de producción con su mánager Nova Rehman llamada "Great Northern Productions", con ella organizaron "Manchester vs. Cáncer", un concierto anti-cáncer en Mánchester en enero de 2006.La iniciativa surgió cuando el padre y la hermana de Rehman fueron diagnosticados con la enfermedad. El concierto contó con Johnny Marr (su antiguo compañero de banda de The Smiths) como uno de los artistas participantes. 
Rourke fue un DJ en Xfm Manchester, difundiendo canciones nuevas y clásicas de indie en las noches de sábado. También tocó en una banda llamada Freebass con los bajistas Mani (ex-The Stone Roses), Peter Hook (New Order) y el vocalista Gary Briggs. Organizó Manchester vs. Cáncer en 2007, que tuvo lugar el 31 de marzo de 2007, con Noel Gallagher y Gem Archer de Oasis, Paul Weller, Ian Brown, The Charlatans, Echo & The Bunnymen, McAlmont and Butler y formó 'Elektrik Milk', una nueva banda junto al exguitarrista de Oasis Paul "Bonehead" Arthus. También organizó un concierto en 2008 con The Fratellis, The Enemy, Badly Drawn Boy, Inspiral Carpets, Happy Mondays, The View, Athlete y The Farm. Un nuevo evento "Escocia vs. el cáncer" también se celebró en 2008, con The Fratellis, The Proclaimers y muchos más. También tocó el bajo de Ian Brown en su reciente gira.[cita requerida]

## Sonido del bajo de Rourke
El bajo de Rourke tiene un sonido gangoso.[¿según quién?] Escuchando varios álbumes de The Smiths, se observa cómo las líneas de bajo melódicamente se construyen alrededor de la guitarra de Johnny Marr, el canto de Morrissey y la batería de Mike Joyce.[cita requerida]
Su sonido es el resultado de dos bajos diferentes: 
- 64 Fender Precision Bass durante actuaciones en directo
- BB2000 Yamaha en el estudio

Rourke es conocido por tocar con la perilla del Tone al máximo y con púa.[cita requerida]

## Fallecimiento
Andy Rourke, murió a los 59 años de un cáncer de páncreas. Así lo anunció en redes sociales su amigo y excompañero de The Smiths, el guitarrista Johnny Marr:

Con profunda tristeza anunciamos el fallecimiento de Andy Rourke después de una larga enfermedad. Andy será recordado como un alma amable y hermosa por aquellos que lo conocieron y como un músico sumamente dotado por los fanáticos de la música. Solicitamos privacidad en este triste momento.